# Machiko Soga
Machiko Soga (jap. 曽我町子 Soga Machiko; ur. 18 marca 1938 w Tokio, zm. 7 maja 2006 tamże) – japońska aktorka filmowa i głosowa.

## Życiorys
Na początku swej kariery pracowała w radiu. Zadebiutowała w NHK, w radiowym dramacie „Cho Rin Mura To Kurumi No Ki” w 1961 roku. Swojego głosu użyczyła wielu postaciom z filmów anime m.in. w: „Cyborg 009” w 1966 roku i w „Ma Ken Liner 0011 – Henshin Seiyou” w 1972 roku.
Znana przede wszystkim polskim widzom z popularnego serialu kostiumowego Mighty Morphin Power Rangers, gdzie pojawia się jako czarny charakter Rita Repulsa. Wystąpiła w licznych seriach Super Sentai (głównie w roli czarnego charakteru). Ciekawe jest to, że postać Rity naprawdę nazywa się Bandora (Machiko Soga grała kiedyś też królową zła pod imieniem Pandora) i była sfilmowana w Japonii, jednak głos Rity był zdubbingowany przez Barbarę Goodson. Soga grała również 2 pozytywne postacie: w Machinemanie podkładała głos Chłopcu – Piłce Bejsbolowej (pomocnika Machinemana), a w Magiranger była Magielem (Tenkuu Daiseija Majieru).
Zagrała także Mistyczną Matkę Cesarzową białej dobrej magii w Power Rangers Mistyczna Moc. Zmarła w Japonii 7 maja 2006 na raka trzustki.

## Wybrana filmografia
- 1971–1972: Hippo i Thomas jako Thomas (I głos)
- 1980–1981: Denshi Sentai Denjiman jako Królowa Hedrian
- 1981–1982: Taiyō Sentai Sun Vulcan jako Hedrian
- 1992–1993: Kyōryū Sentai Zyuranger jako Bandora
- 1993–1995: Mighty Morphin Power Rangers jako Rita Odraza (materiały archiwalne)
- 2005–2006: Mahō Sentai Magiranger jako Magiel